# Автономно-землеробський союз
Автономно-землеробський союз або ж АЗС — москвофільська партія у Чехословаччині, колишня партія «Підкарпатський землеробський союз», яка діяла на теренах Закарпатської України з червня 1920 року. 

## Історія
Створений 1923 з ініціативи Івана Куртяка, Андрія Бродія, Юлія Фельдешія і М. Демка. Соціальна база: заможні селяни, інтелігенти, духовенство. Перебував у опозиції до уряду Чехословаччини, вимагаючи автономії Закарпаття, перегляду Сен-Жерменського мирного договору 1919 щодо включення Закарпаття до складу Чехословаччини. Наприкінці 1930-х років нараховував від 5 до 7 тисяч членів.
Лідери союзу виступали за включення Закарпаття до Угорщини. На союз істотний вплив мали проугорські налаштовані греко-католицькі священики, зокрема єпископ Олександр Стойка, канонік Олександр Ільницький та Степан Фенцик.
АЗС фінансувався з Будапешта. Лідер союзу А. Бродій очолив 11 жовтня 1938 перший автономний уряд Карпатської України, який проіснував до 26 жовт. А. Бродія було заарештовано чехословацькою контррозвідкою за проугорську діяльність. АЗС як і всі інші політичні партії Закарпаття, 25 жовтня 1938 було розпущено чехословацьким урядом.
Після окупації Закарпаття Угорщиною керівники Автономно-землеробського союзу М. Демко, А. Бродій, П. Дем'янович, Степан Фенцик були без виборів призначені членами угорського парламенту.